# Caffrocrambus leucofascialis
Caffrocrambus leucofascialis là một loài bướm đêm trong họ Crambidae.